# Lebaiskari

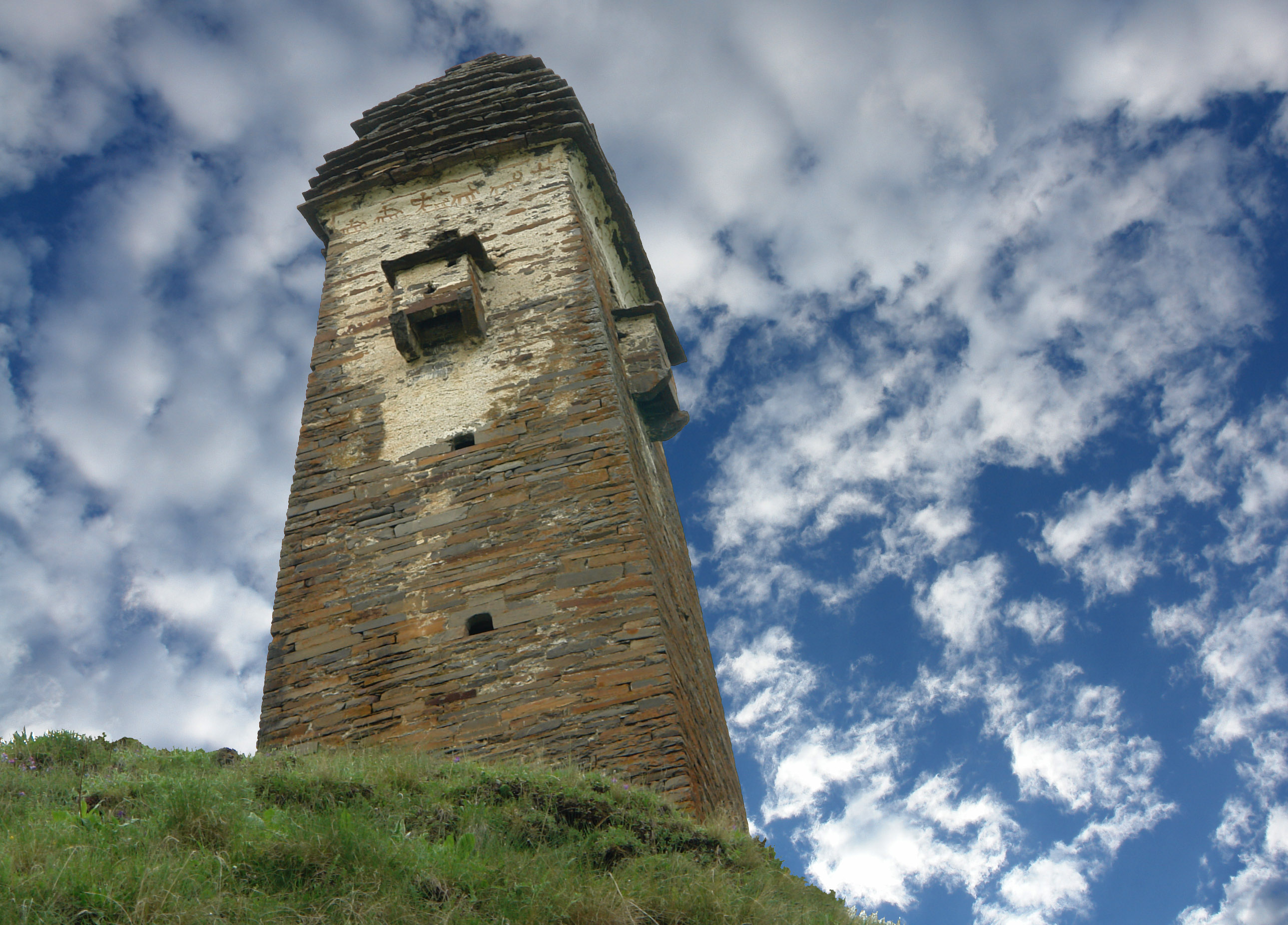
Lebaiskari

Lebaiskari (georgisch ლებაისკარი, lɛbɑɪskʼɑrɪ) ist ein Beispiel der georgischen traditionellen Türme, die im nordöstlichen Georgien, nämlich in den historischen Regionen Tuschetien und Chewssuretien verbreitet sind. Lebaiskari stammt aus dem Mittelalter und wurde früher auch als eine Wohnung verwendet. Der Lebaiskari-Turm steht in der Nähe des gleichnamigen georgischen Dorfs in Chewsuretien, das nach der heutigen Verwaltungsgliederung zu der Region Mzcheta-Mtianeti gehört.
Lebaiskari ist ein fünfstöckiger Turm. Die Stockwerke werden durch Holztreppen verbunden. Das Erdgeschoss wurde als ein Stall (georgisch გომური) benutzt. Das letzte Stockwerk hat ein Gewölbe. Der Turm hat ein pyramidenförmiges Dach.